# Inipulli
Inipulli o Iñipulli corresponde a una localidad rural en la comuna de Mariquina se encuentra a 32 kilómetros de San José, Provincia de Valdivia, Región de Los Ríos, Chile, ubicada en la ribera norte del río Santa María.
En esta localidad agrícola se ha visto afectada durante los períodos de sequía debido a la falta de sistemas de riego y además por la presencia de visones.

## Historia

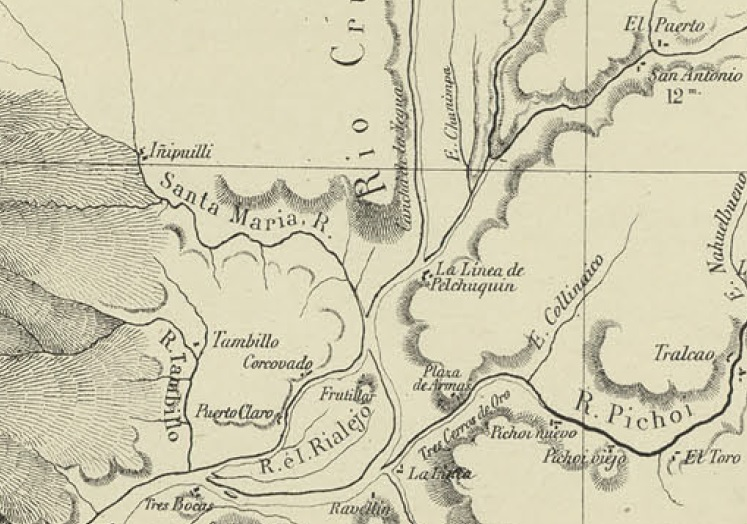
Iñipulli en el Mapa de la Expedición del río de Valdivia de Francisco Vidal Gormaz

Pichoy fue un puerto ribereño importante en la ruta que unía la ciudad de Valdivia y la Misión de San José de la Mariquina.
La localidad fue visitada por el Ingeniero Francisco Vidal Gormaz en el año 1868.
Y en el año 1899 en el Diccionario Geográfico de Francisco Astaburuaga Cienfuegos es mencionado como un fundo.

Iñipulli. Fundo del departamento de Valdivia situado en la ribera norte ó izquierda del riachuelo de Santa María, afluente del río Cruces. El riachuelo es navegable por botes desde su boca hasta el fundo en una distancia de cuatro kilómetros. Se le ha dado también el nombre de Nagpulli, de nagh, y puylli, loma abajo; significando el del título, de yñym y puylli, loma de las aves.
 Francisco Astaburuaga 

## Servicios
Inipulli posee una Posta de Salud Rural y la Escuela Rural de Inipulli. Esta última posee conectividad desde el año 2016, permitiendo con ello acortar la brecha digital de esta comunidad escolar.
Esta localidad rural cuenta con agua potable desde el año 2009.

## Turismo
Esta localidad se encuentra próxima al Santuario de la Naturaleza Carlos Anwandter, por lo que es fácil observar en sus alrededores abundantes aves como los cisnes de cuello negro, garzas, patos y otras especies acuáticas del humedal formado por el Estero Santa María y el Río Cruces.
Inipulli se encuentra a diez kilómetros del Castillo San Luis de Alba de Cruces.
En Inipulli se realiza una fiesta costumbrista tras la producción de la chicha de manzana.
En esta localidad no existen servicios de alojamiento registrados.

## Accesibilidad y transporte
A esta localidad se accede a través de la Ruta T-248 que bordea la ribera oeste del Río Cruces desde San José de la Mariquina.Inipulli se encuentra a 32,1 km de San José de la Mariquina.